# Uvod u anatomiju
Uvod u anatomiju (engl. Grey's Anatomy) je američka medicinska drama televizijska serija TV kuće ABC. U Srbiji je prikazivana na televizijama B92, Foks lajf i Prva plus. Originalni naziv je dobila po čuvenom udžbeniku „Grejova anatomija” koji se koristi na prvoj godini studija medicine, a kako se glavna junakinja Meridit preziva Grej, otuda paralela. Radnja je smeštena u zamišljenoj bolnici „Sijetl grejs” u Sijetlu gde pet stažista započinje svoju hiruršku karijeru.

## Likovi i odnosi
Glavni junaci ove popularne serije su sledeći:
- Meredit Grej, koja je, kako sami njeni prijatelji kažu, mračna i uvrnuta iznutra
- Kristina Jang, najbolja prijateljica Meredit Grej, hladna i preambiciozna devojka koja se odlučila za medicinu pošto je gledala oca kako umire
- Izi Stivens, dobra, srećna i nasmejana koja često pređe granicu doktor-pacijent pa postane emotivno vezana za pacijenta
- Džordž O'Mali (1. - 5. sezona), najbolji prijatelj Izi Stivens, smotan ali dobroćudan koji katkad ume da pukne.
- Aleks Karev, koji je brutalno iskren i ne preza ni od koga osim od doktorke Mirande Bejli
- Miranda Bejli, doktorka koja ih je preuzela kao specijalizant; stroga i najbolja u svom poslu, pravi je profesionalac.
- Derek Šepard (poznatiji kao Meklepi) koji je u ljubavnoj vezi sa Meredit, koja će tek kasnije upoznati njegovu ženu Adison Montgomeri Šepard
- Adison Montgomeri (2. - 4. sezona među glavnom glumačkom postavom; pojavljuje se u svim sezonama do sada), Derekova žena koju je Derek ostavio pošto ga je prevarila sa njegovim najboljim drugom, Markom Slounom
- Mark Sloun (Mekdasa), Derekov najbolji prijatelj koji dolazi u Sijetl kako bi povratio najboljeg prijatelja, što mu kasnije i uspeva
- Kali Tores, načelnica ortopedije, Džordžova bivša žena
- Preston Berk (1. - 3. sezona), koji je Kristinu ostavio pred oltarom, a zatim napustio Sijetl zauvek
- Erika Han (4. - 5. sezona; pojavljuje se i u nekoliko epizoda druge i treće sezone), koja je došla na mesto šefa kardiohirurgije, na kojem je ranije bio Preston Berk. Ona je surova, ali precizna i samim tim pleni svojom tehnikom.
- Leksi Grej (od 4. sezone), Meriditina polu-sestra, koja u toku serije dolazi kao stažista u službi Kristine, specijalizanta
- Ričard Veber, šef hirurgije, koji kasnije zapošljava i vojnog doktora, traumatologa Ovena Hanta, koji će osvojiti srce naizgled hladne Kristine.
- Arizona Robins (od 5. sezone), šef dečje hirurgije, za nju se interesuje Kali Tores, nakon što je otkrila da je privlače veze sa ženama
- Ejpril Kepner (od 6. sezone), hirurg, pojavljuje se u šestoj sezoni nakon spajanja „Sijetl grejs“ sa bolnicom „Mersi Vest“
- Džekson Averi (od 6. sezone), hirurg koji takođe dolazi iz „Mersi Vest“ bolnice
- Džo Vilson (od 9. sezone), novi stažista koja najviše voli pedijatriju i biće sa Aleksom Karevom
- Heder Bruks (od 9. sezone), novi stažista koja je zainteresovana za neurohirurgiju
- Šan Ros (od 9. sezone), stažista koja se najviše posvećuje kardiohirurgiji
- Lea Marfi (od 9. sezone), novi stažista koji se posvećuje opštoj hirurgiji
- Stefani Edvards (od 9. sezone), novi stažista

## Snimanje
Uglavnom je snimano u Los Anđelesu. Prospect studios (ABC TV) je omogućio unutrašnji deo (trauma tobe, OP sale...). Takođe se omogućio ulaz za hitna kola. Bolnica spolja je snimljena u Fisher Plaza (Sijetl) i Sepulveda Ambulatory Care (Los Anđeles). Na kraju epizode je uvek prikazan Sijetl.

## Uloge
| Glumac           | Lik               | Sezone          | Sezone          | Sezone          | Sezone          | Sezone          | Sezone          | Sezone          | Sezone          | Sezone          | Sezone          | Sezone          | Sezone          | Sezone          | Sezone          | Sezone          | Sezone          |
| Glumac           | Lik               | 1               | 2               | 3               | 4               | 5               | 6               | 7               | 8               | 9               | 10              | 11              | 12              | 13              | 14              | 15              | 16              |
| ---------------- | ----------------- | --------------- | --------------- | --------------- | --------------- | --------------- | --------------- | --------------- | --------------- | --------------- | --------------- | --------------- | --------------- | --------------- | --------------- | --------------- | --------------- |
| Elen Pompeo      | Meredit Grej      | Glavni          | Glavni          | Glavni          | Glavni          | Glavni          | Glavni          | Glavni          | Glavni          | Glavni          | Glavni          | Glavni          | Glavni          | Glavni          | Glavni          | Glavni          | Glavni          |
| Sandra Ou        | Kristina Jang     | Glavni          | Glavni          | Glavni          | Glavni          | Glavni          | Glavni          | Glavni          | Glavni          | Glavni          | Glavni          | Не појављује се | Не појављује се | Не појављује се | Не појављује се | Не појављује се | Не појављује се |
| Ketrin Hajgl     | Izi Stivens       | Glavni          | Glavni          | Glavni          | Glavni          | Glavni          | Glavni          | Не појављује се | Не појављује се | Не појављује се | Не појављује се | Не појављује се | Не појављује се | Не појављује се | Не појављује се | Не појављује се | Не појављује се |
| Džastin Čejmbers | Aleks Karev       | Glavni          | Glavni          | Glavni          | Glavni          | Glavni          | Glavni          | Glavni          | Glavni          | Glavni          | Glavni          | Glavni          | Glavni          | Glavni          | Glavni          | Glavni          | Glavni          |
| Ti Ar Najt       | Džordž O'Mali     | Glavni          | Glavni          | Glavni          | Glavni          | Glavni          | Не појављује се | Не појављује се | Не појављује се | Не појављује се | Не појављује се | Не појављује се | Не појављује се | Не појављује се | Не појављује се | Не појављује се | Не појављује се |
| Čandra Vilson    | Miranda Bejli     | Glavni          | Glavni          | Glavni          | Glavni          | Glavni          | Glavni          | Glavni          | Glavni          | Glavni          | Glavni          | Glavni          | Glavni          | Glavni          | Glavni          | Glavni          | Glavni          |
| Džejms Pikens    | Ričard Veber      | Glavni          | Glavni          | Glavni          | Glavni          | Glavni          | Glavni          | Glavni          | Glavni          | Glavni          | Glavni          | Glavni          | Glavni          | Glavni          | Glavni          | Glavni          | Glavni          |
| Ajzaja Vašington | Preston Berk      | Glavni          | Glavni          | Glavni          | Не појављује се | Не појављује се | Не појављује се | Не појављује се | Не појављује се | Не појављује се | Gostujući       | Не појављује се | Не појављује се | Не појављује се | Не појављује се | Не појављује се | Не појављује се |
| Patrik Dempsi    | Derek Šepard      | Glavni          | Glavni          | Glavni          | Glavni          | Glavni          | Glavni          | Glavni          | Glavni          | Glavni          | Glavni          | Glavni          | Не појављује се | Не појављује се | Не појављује се | Не појављује се | Не појављује се |
| Kejt Volš        | Adison Montgomeri | Gostujući       | Glavni          | Glavni          | Gostujući       | Gostujući       | Gostujući       | Gostujući       | Gostujući       | Не појављује се | Не појављује се | Не појављује се | Не појављује се | Не појављује се | Не појављује се | Не појављује се | Не појављује се |
| Sara Ramirez     | Kali Tores        | Не појављује се | Epizodni        | Glavni          | Glavni          | Glavni          | Glavni          | Glavni          | Glavni          | Glavni          | Glavni          | Glavni          | Glavni          | Не појављује се | Не појављује се | Не појављује се | Не појављује се |
| Erik Dejn        | Mark Sloun        | Не појављује се | Gostujući       | Glavni          | Glavni          | Glavni          | Glavni          | Glavni          | Glavni          | Glavni          | Не појављује се | Не појављује се | Не појављује се | Не појављује се | Не појављује се | Не појављује се | Не појављује се |
| Kajler Li        | Leksi Grej        | Не појављује се | Не појављује се | Gostujući       | Glavni          | Glavni          | Glavni          | Glavni          | Glavni          | Не појављује се | Не појављује се | Не појављује се | Не појављује се | Не појављује се | Не појављује се | Не појављује се | Не појављује се |
| Bruk Smit        | Erika Han         | Не појављује се | Epizodni        | Gostujući       | Glavni          | Glavni          | Не појављује се | Не појављује се | Не појављује се | Не појављује се | Не појављује се | Не појављује се | Не појављује се | Не појављује се | Не појављује се | Не појављује се | Не појављује се |
| Kevin Makid      | Oven Hant         | Не појављује се | Не појављује се | Не појављује се | Не појављује се | Glavni          | Glavni          | Glavni          | Glavni          | Glavni          | Glavni          | Glavni          | Glavni          | Glavni          | Glavni          | Glavni          | Glavni          |
| Džesika Kepšo    | Arizona Robins    | Не појављује се | Не појављује се | Не појављује се | Не појављује се | Epizodni        | Glavni          | Glavni          | Glavni          | Glavni          | Glavni          | Glavni          | Glavni          | Glavni          | Glavni          | Не појављује се | Не појављује се |
| Kim Rejver       | Tedi Altman       | Не појављује се | Не појављује се | Не појављује се | Не појављује се | Не појављује се | Glavni          | Glavni          | Glavni          | Не појављује се | Не појављује се | Не појављује се | Не појављује се | Не појављује се | Epizodni        | Glavni          | Glavni          |
| Sara Dru         | Ejpril Kepner     | Не појављује се | Не појављује се | Не појављује се | Не појављује се | Не појављује се | Epizodni        | Glavni          | Glavni          | Glavni          | Glavni          | Glavni          | Glavni          | Glavni          | Glavni          | Не појављује се | Не појављује се |
| Džes Vilijams    | Džekson Ejveri    | Не појављује се | Не појављује се | Не појављује се | Не појављује се | Не појављује се | Epizodni        | Glavni          | Glavni          | Glavni          | Glavni          | Glavni          | Glavni          | Glavni          | Glavni          | Glavni          | Glavni          |
| Kamila Ladington | Džo Karev         | Не појављује се | Не појављује се | Не појављује се | Не појављује се | Не појављује се | Не појављује се | Не појављује се | Не појављује се | Epizodni        | Glavni          | Glavni          | Glavni          | Glavni          | Glavni          | Glavni          | Glavni          |
| Gajus Čarls      | Šejn Ros          | Не појављује се | Не појављује се | Не појављује се | Не појављује се | Не појављује се | Не појављује се | Не појављује се | Не појављује се | Epizodni        | Glavni          | Не појављује се | Не појављује се | Не појављује се | Не појављује се | Не појављује се | Не појављује се |
| Džerika Hinton   | Stefani Edvards   | Не појављује се | Не појављује се | Не појављује се | Не појављује се | Не појављује се | Не појављује се | Не појављује се | Не појављује се | Epizodni        | Glavni          | Glavni          | Glavni          | Glavni          | Не појављује се | Не појављује се | Не појављује се |
| Tesa Ferer       | Lia Marfi         | Не појављује се | Не појављује се | Не појављује се | Не појављује се | Не појављује се | Не појављује се | Не појављује се | Не појављује се | Epizodni        | Glavni          | Не појављује се | Не појављује се | Epizodni        | Не појављује се | Не појављује се | Не појављује се |
| Katerina Skorson | Amelija Šeperd    | Не појављује се | Не појављује се | Не појављује се | Не појављује се | Не појављује се | Не појављује се | Gostujući       | Gostujući       | Не појављује се | Epizodni        | Glavni          | Glavni          | Glavni          | Glavni          | Glavni          | Glavni          |
| Keli Makreri     | Megi Pirs         | Не појављује се | Не појављује се | Не појављује се | Не појављује се | Не појављује се | Не појављује се | Не појављује се | Не појављује се | Не појављује се | Gostujući       | Glavni          | Glavni          | Glavni          | Glavni          | Glavni          | Glavni          |
| Džejson Džordž   | Bendžamin Varen   | Не појављује се | Не појављује се | Не појављује се | Не појављује се | Не појављује се | Epizodni        | Gostujući       | Epizodni        | Epizodni        | Epizodni        | Epizodni        | Glavni          | Glavni          | Glavni          | Epizodni        | Epizodni        |
| Martin Henderson | Nejtan Rigs       | Не појављује се | Не појављује се | Не појављује се | Не појављује се | Не појављује се | Не појављује се | Не појављује се | Не појављује се | Не појављује се | Не појављује се | Не појављује се | Glavni          | Glavni          | Glavni          | Не појављује се | Не појављује се |
| Đakomo Đanioti   | Endru Deluka      | Не појављује се | Не појављује се | Не појављује се | Не појављује се | Не појављује се | Не појављује се | Не појављује се | Не појављује се | Не појављује се | Не појављује се | Gostujući       | Glavni          | Glavni          | Glavni          | Glavni          | Glavni          |
| Džejk Boreli     | Livaj Šmit        | Не појављује се | Не појављује се | Не појављује се | Не појављује се | Не појављује се | Не појављује се | Не појављује се | Не појављује се | Не појављује се | Не појављује се | Не појављује се | Не појављује се | Не појављује се | Epizodni        | Epizodni        | Glavni          |
| Greg Džerman     | Tomas Koračič     | Не појављује се | Не појављује се | Не појављује се | Не појављује се | Не појављује се | Не појављује се | Не појављује се | Не појављује се | Не појављује се | Не појављује се | Не појављује се | Не појављује се | Не појављује се | Epizodni        | Epizodni        | Glavni          |
| Kris Karmak      | Atikus Linkoln    | Не појављује се | Не појављује се | Не појављује се | Не појављује се | Не појављује се | Не појављује се | Не појављује се | Не појављује се | Не појављује се | Не појављује се | Не појављује се | Не појављује се | Не појављује се | Не појављује се | Epizodni        | Glavni          |

## Sezone
Do sada je snimljeno i emitovano 15 sezona. U Srbiji su prvih sedam sezona prikazane na televiziji B92, a na kanalu Foks lajf emitovane su sve sezone. Kroz prve tri sezone pratimo razvoj glavnih junaka (Meridit, Kristina, Izi, Džordž i Aleks) kao stažista specijalizanta dr Mirande Bejli. Dodeljeni su im slučajevi, načinjeni prvi rezovi, začele prve romanse. Nakon treće sezone i specijalizantskog ispita, svi prolaze uspešno i postaju specijalizanti osim Džordža koji nije položio ispit i ponavlja svoje stažiranje. Dolazi Leksi kao stažistkinja, kao i Erika Han na mesto Prestona Berka, koja kasnije takođe napušta seriju... Na početku pete sezone priključuje se i Oven Hant. Šesta sezona govori o Džordžovoj smrti i udruživanju bolnice "Sijetl Grejs" i bolnice "Mersi Vest". Sedma sezona je u toku. ABC je obnovio ugovor za snimanje osme sezone, koja će se prikazivati u televizijskoj 2011/12. godini.

### Sezona 1
Serija počinje upoznavanjem dr Meridit Grej, kći slavne Elis Grej, pionira hirurške medicine i jedne od najcenjenijih imena u poslu. Meridit počinje specijalizaciju hirurgije u bolnici "Sijetl Grejs", gde joj je nadređena dr Miranda Bejli, a koju vodi bivši kolega i ljubavnika njene majke, šef Ričard Veber. Tu upoznaje kolege doktore: Kristinu Jang, koja joj postaje najbolja drugarica, Džordža OMelija, koji je zaljubljen u nju, Izi Stivens i Aleksa Kareva. U bolnici, tokom prvog dana, Meridit saznaje da je njena veza za jednu noć u stvari šef neurohirurgije, Derek Šepard s kojim nastavlja romansu. Iako je romansa u početku tajna, dr Bejli saznaje, a onda i svi ostali u bolnici, što dovodi do otuđenja među prijateljima, a šef Veber upozorava Meridit da greši. Meridit takođe krije da je njena majka obolela od Alchajmerove bolesti i da je smeštena u domu u Sijetlu. U poslednjoj epizodi, pojavljuje se dr Adison Mongomeri-Šepard, Derekova supruga i čuveni neonatalni hirurg.
Prva sezona prikazivana je u međusezoni 2005. na ABC. Sezona ima samo 9 epizoda iako je prvobitno zamišljeno da ima 13.

### Sezona 2
Druga sezona je uglavnom fokusirana na vezu Dereka i Meridit, koja se prekida pošto je otkriveno da je Derek oženjen sa Adison. Meridit počinje da švrlja što vodi do katastrofalnog seksualnog iskustva s Džordžom. Kristina i Berk će biti zajedno, Izi i Aleks će takođe, ali će njihova veza trajati kratko, pošto se Izi zaljubljuje ua pacijenta Denija Duketa, koji kasnije umire. Bejli je trudna i otkriva se više o njenom privatnom životu. Sezona je emitovana u SAD tokom 2005/2006. godine i ima 27 epizoda. Kejt Volš dobija redovnu ulogu dr Adison Mongomeri-Šepard, a povremeno gostuju Sara Ramirez i Erk Dejn, koji će s trećom sezonom imati redovne sporedne uloge Keli Torez i Marka Sloana. 

### Sezona 3
Treća sezona počinje u septembru 2006. i traje do maja 2007. godine, i snimljene su 25 epizode. Sezona je najgledanija u čitavom serijalu, i pokupila je brojne nagrade. Sezona se fokusira na Meriditin izbor između Dereka i Fina, Izin bol zbog Denijeve smrti, Kristininu paniku zbog venčanja s Berkom, i Džordžovoj vezi s Keli, i njihovom venčanju u Vegasu. U sezoni se pojavljuje Elis Grej, koju glumi Keli Burton. Elis postaje lucidna tokom jednog od napada, i biva primljena u bolnicu, gde dovodi Meridit do ludila govoreći joj da je obična i da je veoma razočarana šta je postala. Ovo dovodi do Meriditinog suicidalnog ponašanja, koje eskalira kada se zamalo utopila prilikom spašavanja pacijenata prilikom brodoloma. Sve ovo opterećuje Meriditinu i Derekovu vezu koju Meridit prekida na propalom Kristininom venčanju. Berk napušta seriju nakon što ostavlja Kristinu na venčanju(glavni razlog zašto je Ajzeja Vašington napustio seriju bili su zategnuti odnosi između njega i ostatka glumačke postavke). Kejt Volš takođe napušta seriju, jer se njen lik Adison Mongomeri seli u Los Anđeles, gde počinje spin-off "Uvoda u anatomiju", serija "Privatna praksa", koja prati Adisonin život u LA.

### Sezona 4
Četvrta sezona počinje u septembru 2007. i traje do maja 2008. godine, i snimljeno je 17 epizoda. Erika Han zamenjuje Prestona Berka, u bolnicu dolaze novi stažisti, među kojima je i Meriditina polusestra Leksi Grej. Meridit i Derek su raskinuli međutim sarađuju tokom kliničke studije o tumorima mozga. Džordž i Keli se razvode jer je Džordž vara s Izi. Keli počinje da oseća nešto prema Eriki. U poslednjoj epizodi Meridit i Derek, posle 11 mrtvih pacijenata, dobijaju šansu da samo još jednom probaju svoju novu metodu, ali uradili su to na dva pacijenta. Kada je poslednji pacijent preživeo, Meridit i Derek su ponovo zajedno. Na kraju epizode su se skoro svi poljubili: Meridit i Derek, Džordž i Leksi, Ričard i Adel, Aleks i Izi, Erika i Keli.

### Sezona 5
Sezona je fokusirana na dnevnike Mereditine majke koje je našao Derek, Mereditinu reakciju na dnevnike, kristinine nove romanse s Ovenom Hantom, novim hirurgom u Hitnoj službi, vežbanje Leksi i ostalih stažista jedni na drugima, pojavljivanje Meriditine stare prijateljice Sejdi, ponovo pojavljivanje Denija Duketa koji se pojavljuje Izi Stivens kao halucinacija i tako kasnije saznaje da ima melanom. Adison se pojavljuje u dve epizode u ovoj sezoni, zbog bolesti svog brata. Derek će napokon zaprositi Meridit u epizodi "Ljubavno pismo u liftu". 
Pojavljuje se novi lik - dr. Arizona Robinz, koja radi na pedijatriji i koja će biti u vezi sa Keli.
U poslednjoj epizodi, Džordž se prijavljuje da bude doktor u Iraku, a Izi ima operaciju zbog tumora. Doktori su fokusirani na nepoznatog pacijenta koji je primljen zato što ga je udario autobus kada je spasio ženu. On pokušava nešto da kaže, ali ne može, tako da uzima Meriditinu ruku i na njoj piše "007", broj Džejmsa Bonda, tako da Meridit odmah shvata da je to Džordž, koga su svi zvali 007 i vode ga na operaciju. Izi je loše i njeno srce prestaje da radi u istom trenutku kao i Džordžovo, pokušavaju da ih povrate. Poslednja scena u epizodi je u kojoj se Izi i Džordž sreću u praznoj bolnici, kod lifta.
Njihova sudbina će biti tek otkrivena na početku šeste sezone.

### Sezona 6
Sezona je direktan nastavak prošle, između kraja prošle sezone i ove, prošlo je 2 sekunde. Izi se budi posle kliničke smrti, a u isto vreme Džordž umire tokom operacije. Prva epizoda pokriva 40 dana posle Džordžove smrti, postepeno prihvatanje njegovih prijatelja da je umro, otkaz Kali, napredak u vezama Leksi i Marka, Kristine i Ovena.
Džesika Kepšo je ušla u glavnu glumačku postavu od ove sezone. Zbog finansijskih problema „Sijetl grejs“ se spaja sa bolnicom „Mersi Vest“, što dovodi do pojavljivanja novih likova. Izi se razvodi od Aleksa i napušta Sijetl, ujedno i seriju.

### Sezona 7
Ejpril Kepner i Džekson Averi, koji su došli iz „Mersi Vest“ vest bolnice, postaju jedni od glavnih likova u seriji.

### Sezona 9
Posle avionske nesreće će bolnica morati da otplati odštetu svima koji su učestvovali u nesreći (Christina, Meredith, Derek, Arizona...).Kada Owen bude isplatio dugove bolnica će bankrotirati. Doći će im savetnik koji će pokušati da uštedi novac, tako što će zatvoriti Trauma Centar. Pojaviće se i Pegasus Grupa koja će hteti da ih kupi, ali bi ih posle rastavila. Christina, Meredith, Derek, Arizona... će pokušati da kupe bolnicu na razne načine, ali neće uspeti. Zatim će donacijom Harper Ejverija koju će donirati Džeksonova majka bolnica ponovo početi da radi, ali pod uslovom da Džekson bude šef hirurgije.On je bio šef neko vreme ali je posle ponovo došao na to mesto Owen Hunt.Meredith se vraća Zola, takođe je trudna i dobiće još jedno dete.U zadnjoj epizodi zamalo će umreti (Meredith) na operacionom stolu zbog krvarenja koje je dobila kada je pala. Takođe će se u bolnici proširiti infekcija, za koju su svi mislili da je kriva Miranda Baley, ali u stvari su bile rukavice koje su ostale još od kad je tu bolnicu trebalo da kupi Pegasus Grupa. Doći će i novi stažisti. Takođe će se Christina Yang odseliti na neko vreme u Rochester, Minnesota. Tamo će prevariti Owena sa Parkerom.April Kepner će biti više puta sa Džeksonom, ali će naći svoju pravu ljubav (koja radi u hitnoj pomoći). U zadnjoj epizodi 9. sezone "Perfect storm" će doći do velike oluje. Nestaće struja i Meredith će se poroditi bez svetla. Na kraju epizode Dr. Veber će otići da vidi šta je sa majstorom, ali je njega udarila struja. Majstor je preživeo i rekao mu je da treba samo da okrene prekidač. I Dr. Vebera je udarila struja, ali se ne zna da li će ostati živ. Tako da su nas ostavili da čekamo nove epizode.

## DVD izdanja
| Ime DVD-a | Datum izlaska u SAD | Broj epizoda | Broj diskova | Dodatne informacije |
| --------- | ------------------- | ------------ | ------------ | --- |
| Sezona 1  | 14. februar, 2006   | 9            | 2            | Alternativna početna špica, audio komentari, produžena prva epizoda i "iza scene". |
| Sezona 2  | 12. septembar, 2006 | 27           | 6            | Dodatak: "Doktori su in i nežnija strana dr. Bejli", ekskluzivna tura seta, izbrisane scene, audio komentari, Produžene epizode: Hvala na uspomenama, Ovo je kraj sveta, Šta sam uradila da zaslužim ovo? i Gubljenje moje religije. |
| Sezona 3  | 11. septembar, 2007 | 25           | 7            | Ozbiljno produžena verzija (Seriously Extended edition): 4 produžene epizode, "jedan-na-jedan sa Elen Pompeo", poseta trkalištu sa Patrikom Dempsijem, omiljene scene glumaca i reditelja, komentari glumaca na neke epizode.        |
| Sezona 4  | 9. septembar, 2008  | 17           | 5            | Produžena verzija: produžena epizoda "Zauvek mladi", glumci iz "Uvoda u anatomiju" pričaju o svojim omiljenim scenama, audio komentari, izbrisane scene i greške na snimanju.                                                        |
| Sezona 5  | 15. septembar, 2009 | 24           | 7            | Izdanje sa više momenata (More Moments edition): Biće objavljeno šta će disk sadržati dodatno. |

## Napomene
1. ↑  Ketrin Hajgl je potpisana kao glavni lik od epizode  do epizode .
2. ↑  Kejt Volš je potpisana kao glavni lik od epizode  do epizode . Od epizode  do epizode  je potpisana kao specijalni gost.
3. ↑  Erik Dejn je potpisan kao glavni lik od epizode  do epizode 9x02. U epizodi 3x02 je nepotpisan.
4. ↑  Bruk Smit je potpisan kao glavni lik od epizode  do epizode .
5. ↑  Kevin Makid je potpisan kao glavni lik od epizode  nadalje. Od epizode  do epizode  je potpisan kao epizodni lik.
6. ↑  Kim Rejver je potpisana kao glavni lik od epizode  do epizode . Od epizode  do epizode  je potpisana kao epizodni lik.
7. ↑  Keli Makreri je potpisana kao glavni lik od epizode  nadalje. Od epizode  do epizode  je potpisana kao epizodni lik.
8. ↑  Martin Henderson je potpisan kao glavni lik od epizode  do epizode .
9. ↑  Đakomo Đanioti je potpisan kao glavni lik od epizode  nadalje. Od epizode  do epizode  je potpisan kao epizodni lik.

## Spoljašnje veze
- Uvod u anatomiju na sajtu  (jezik: engleski)